# 15467 Aflorsch
15467 Aflorsch è un asteroide della fascia principale. Scoperto nel 1999, presenta un'orbita caratterizzata da un semiasse maggiore pari a 2,9484645 UA e da un'eccentricità di 0,0729219, inclinata di 2,41408° rispetto all'eclittica.
È dedicato all'astronomo Alphonse Florsch, direttore dell'osservatorio di Strasburgo.